# Gnophos francothuringiaca
Gnophos francothuringiaca là một loài bướm đêm trong họ Geometridae.